# Guyencourt-Saulcourt
Guyencourt-Saulcourt – miejscowość i gmina we Francji, w regionie Hauts-de-France, w departamencie Somma.
Według danych na rok 2011 gminę zamieszkiwało 139 osób, a gęstość zaludnienia wynosiła 28 osób/km² (wśród 2293 gmin Pikardii Guyencourt-Saulcourt plasuje się na 860. miejscu pod względem liczby ludności, natomiast pod względem powierzchni na miejscu 867.).